# Mojo
Mojo — британский музыкальный журнал, выходящий ежемесячно и издающийся с 1993 года; сначала Emap, затем с — января 2008 года компанией Bauer Verlagsgruppe. Тираж журнала (по данным на 2009 год) составляет 100 тысяч.

## История журнала
Первый номер Mojo вышел в свет 15 октября 1993 года. Под впечатлением от успеха Q издатели решили создать ещё один журнал, который апеллировал бы к почитателями серьёзного, «классического» рока, пригласив группу журналистов, участвовавших в Q в 1970-х годах. В соответствии с заявленной ориентацией на первую обложку Mojo попали Боб Дилан и Джон Леннон; оригинал этого ноябрьского номера 1993 пользуется большим спросом у коллекционеров. В свою очередь, именно Mojo со своим предпочтением глубоким аналитическим статьям стал источником вдохновения для таких последователей, как Blender и Uncut. В числе известных специалистов по рок-музыке, писавших для издания, были Чарльз Шаар Мюррей, Грейл Маркус, Ник Кент, Джон Сэвидж.
Первым главным редактором Mojo стал Пол Дю Нойе (англ. Paul du Noyer, 1993—1995); его преемниками на этом посту были Мэт Сноу (англ. Mat Snow, 1995—1999), Пол Трынка (англ. Paul Trynka, 1999—2001) и Пат Гилберт (англ. Pat Gilbert, 2002—2003). Журнал, нередко критиковавшийся за частые обращения в глубокую историю (связанную, в частности, с творчеством таких классиков рока, как The Beatles и Боб Дилан), при этом нередко совершал открытия и в «независимой» части музыкального спектра: он стал, например, первым британским изданием, обратившим внимание на The White Stripes: статьи о дуэте появлялись на страницах Mojo регулярно. В 2004 году журнал учредил MOJO Awards; церемонию вручения наград как от специалистов, так и от читателей.
В начале 2010 года Mojo оказался в центре скандала после того, как воплотил в жизнь новые контрактные условия, выставленные компанией Bauer. Согласно последним, авторские права всех авторов и фотографов-фрилансеров, работающих для журнала, автоматически переходят к издателю; ответственность за судебные издержки, связанные с исками за клевету или нарушение копирайта, напротив, ложится на плечи журналистов. Около двухсот авторов журналов Mojo, Kerrang! и Q отказались сотрудничать со своими изданиями в новых условиях.
Журнал часто публикует списки-«сотни»; последние отличаются (скажем, от аналогичных списков Q или Rolling Stone) нередко тематической направленностью (в числе тем были: «наркотическая» — Mojo #109, «эпическая» — Mojo #125, «протестная» — Mojo #126, «депрессивная» — Mojo #127). В ознаменование выхода 150-го номера журнала был составлен список «Top 100 Albums of Mojo’s Lifetime» (куда вошли лучшие на взгляд составителей альбомы начиная с 1993 года). Первая пятёрка списка выглядела так:
1. Grace — Jeff Buckley (1994)
2. American Recordings — Johnny Cash (1994)
3. OK Computer — Radiohead (1997)
4. Time Out of Mind — Боб Дилан (1997)
5. Definitely Maybe — Oasis (1994)

В 2007 году журнал занялся созданием списка «The Top 100 Records That Changed the World», пригласив к участию авторитетное и разношёрстное «жюри», в состав которого вошли, в частности, Bjork, Тори Амос, Том Уэйтс, Брайан Уилсон, Пит Венц, Стив Эрл. В первую десятку списка пластинок (как синглов, так и альбомов) вошли:
1. «Tutti Frutti» — Little Richard
2. «I Want to Hold Your Hand» — The Beatles
3. «Heartbreak Hotel» — Elvis Presley
4. The Freewheelin' Bob Dylan — Bob Dylan
5. Autobahn — Kraftwerk
6. King of the Delta Blues Singers — Robert Johnson
7. The Velvet Underground & Nico — The Velvet Underground
8. Anthology of American Folk Music (разные исполнители)
9. «What'd I Say» — Ray Charles
10. «God Save the Queen» — Sex Pistols